# گومادینگن
گومادینگن (به آلمانی: Gomadingen) یک شهر در آلمان است که در Reutlingen واقع شده‌است. گومادینگن ۲٬۱۹۹ نفر جمعیت دارد.

## خواهرخوانده
شهر Buis-les-Baronnies خواهرخواندهٔ گومادینگن هست.